# Шакаев, Габдуш
Габду́ш Шака́ев (1897, село Сарыколь, Уральская область, Российская империя — неизвестно, Западно-Казахстанская область, Казахская ССР) — старший табунщик колхоза «Красный» Джангалинского района Западно-Казахстанской области, Казахская ССР. Герой Социалистического Труда (1948).

## Биография
Родился в 1897 году в семье скотовода в ауле Сарыколь Уральской области. С раннего возраста трудился в сельском хозяйстве. С 1931 года — животновод колхоза «Красный» (после 1956 года — колхоз имени XX партсъезда, затем после укрупнения — овцесовхоз «Айдарханский» Фрунзенского района) Джангалинского района (по некоторым сведениям с 1931 года трудился чабаном в Александрово-Гайском районе Саратовской области. Проживал на хуторе Ахматов до призыва в Красную Армию). В 1941 году призван в Красную Армию по мобилизации. Участвовал в Великой Отечественной войне. После демобилизации в 1945 году трудился старшим табунщиком в колхозе «Красный» Джангалинского района.
Принял колхозный табун, который насчитывал 136 голов. Бригада табунщиком под его руководством к 1948 году увеличила поголовье колхозного табуна в 6 раз. В 1948 году вырастил 80 жеребят от 80 кобыл. Указом Президиума Верховного Совета СССР от 23 июля 1948 года удостоен звания Героя Социалистического Труда за «получение высокой продуктивности животноводства в 1948 году» с вручением ордена Ленина и золотой медали «Серп и Молот» (№ 2566).
Неоднократно избирался депутатом местных районного Советов депутатов трудящихся.
Точная дата смерти не установлена (предположительно в 1953 году).
Награды
- Герой Социалистического Труда
- Орден Ленина
- Медаль «За боевые заслуги» (09.12.1945)